# Chelonarium convexum
Chelonarium convexum is een keversoort uit de familie Chelonariidae. De wetenschappelijke naam van de soort is voor het eerst geldig gepubliceerd in 1932 door Méquignon.